# Jared Polis
Jared Schutz Polis, född 12 maj 1975 i Boulder, Colorado är en amerikansk demokratisk politiker, entreprenör och filantrop. Han är guvernör i Colorado sedan den 8 januari 2019. Från 2009 till 2019 var han i USA:s representanthus. Polis valdes till guvernör i Colorado år 2018, vilket gjorde honom till den första öppet homosexuella personen som valdes till guvernör i USA och den andra öppet HBTQ-personen som valdes till guvernör i USA, efter guvernören Kate Brown.

## Biografi
Polis är son till Stephen Schutz och Susan Polis Schutz, grundare av bokförlaget Blue Mountain Arts. Han fick en kandidatexamen i politik från Princeton University.

## Guvernör i Colorado
Polis vann guvernörsvalet år 2018 med 53,4 procent av rösterna och blev den första öppet gaypersonen som valdes till guvernör i någon delstat.

## Privatliv
Polis är en av de få personer som är öppet gay när de väl valdes till USA:s representanthus och är den första homosexuella föräldern i kongressen. Polis och hans partner Marlon Reis har en son och en dotter.